# Cipocereus
Cipocereus é um gênero botânico da família cactaceae.

## Sinonímia
Floribunda F.Ritter
- Cipocereus crassisepalus
- Cipocereus pusilliflorus
- Cipocereus bradei